# 広島県道・山口県道116号大竹美和線
広島県道・山口県道116号大竹美和線（ひろしまけんどう・やまぐちけんどう116ごう おおたけみわせん）は、広島県大竹市から山口県岩国市に至る一般県道である。

## 概要
広島県大竹市後飯谷（うしろいいたに）から山口県岩国市美和町佐坂に至る。

### 路線データ
- 起点：広島県大竹市後飯谷（国道186号交点）
- 終点：山口県岩国市美和町佐坂（山口県道111号岩国美和線交点）

## 歴史
- 1960年（昭和35年）10月10日 - 広島県告示第682号および山口県告示第602号により認定される。
- 1972年（昭和47年）頃 - 現行の県道番号に変更される。
- 1987年（昭和62年）3月 - 弥栄大橋など弥栄ダム建設に伴う付け替え道路が開通する。
- 2006年（平成18年）3月20日 - 山口県岩国市と玖珂郡の町村（和木町を除く）が対等合併して改めて岩国市が設置されたことに伴い終点の地名表記が変更される（山口県玖珂郡美和町佐坂→岩国市美和町佐坂）。

## 路線状況

### 重複区間
- 山口県道135号北中山岩国線（山口県岩国市美和町百合谷 - 岩国市美和町中垣内）

### 道路施設

#### 橋梁
- 広島県
  - 弥栄大橋（延長560 m、大竹市後飯谷 - 山口県岩国市美和町百合谷間）
- 山口県
  - 百合谷橋（岩国市美和町百合谷 - 岩国市美和町岸根）

## 地理

### 通過する自治体
- 広島県
  - 大竹市
- 山口県
  - 岩国市

### 交差する道路
| 交差する道路                                           | 都道府県名 | 市町村名 | 交差する場所             | 交差する場所 |
| ------------------------------------------------------ | ---------- | -------- | ------------------------ | ------------ |
| 国道186号                                              | 広島県     | 大竹市   | 後飯谷（うしろいいたに） | 起点         |
| 山口県道135号北中山岩国線 重複区間起点                 | 山口県     | 岩国市   | 美和町百合谷             |              |
| 山口県道135号北中山岩国線 重複区間終点                 | 山口県     | 岩国市   | 美和町中垣内             |              |
| 山口県道111号岩国美和線 山口県道135号北中山岩国線 重複 | 山口県     | 岩国市   | 美和町佐坂               | 終点         |

### 沿線
- 弥栄ダム
- 弥栄湖（弥栄ダムのダム湖）
- レイクプラザやさか
- がんね白滝公園
- 弥栄湖スポーツ公園
- 小瀬川